# Albert Billiet
Albert Billiet (Gent, 10 oktober 1907 – Gent, 6 maart 1977) was een Belgisch wielrenner. 
Billiet was professioneel wielrenner van 1929 tot 1945 en was vooral in zijn amateurtijd actief als wegrenner, maar tijdens zijn profcarrière was hij hoofdzakelijk baanwielrenner en had vooral succes als zesdaagsenwielrenner.  
Hij reed in totaal 31 zesdaagsen, waarvan hij er twaalf als eerste wist te beëindigen. Van deze twaalf won hij er zeven samen met zijn landgenoot Albert Buysse. Met dit aantal overwinningen staat hij gedeeld 56ste in de ranglijst aller tijden van zesdaagsenoverwinningen. 
Als wegrenner was Billiet minder succesvol. Hij ontbreekt op de lijst van deelnemers voor de grote rondes.

## Overzicht zesdaagsenoverwinningen
| Nr. | Jaar | Zesdaagse van | Samen met              |
| --- | ---- | ------------- | ---------------------- |
| 1   | 1931 | Saint-Etienne | Omer De Bruycker       |
| 2   | 1933 | Marseille     | Albert Buysse          |
| 3   | 1936 | Gent          | Camile De Kuysscher    |
| 4   | 1936 | Brussel       | Albert Buysse          |
| 5   | 1936 | Kopenhagen    | Werner Grundahl Hansen |
| 6   | 1937 | Rotterdam     | Albert Buysse          |
| 7   | 1937 | Parijs        | Cor Wals               |
| 8   | 1938 | Londen        | Albert Buysse          |
| 9   | 1938 | Parijs        | Karel Kaers            |
| 10  | 1938 | Antwerpen     | Albert Buysse          |
| 11  | 1939 | Parijs        | Albert Buysse          |
| 12  | 1939 | Antwerpen     | Albert Buysse          |

| Aantal | Samen met                                                                                  |
| ------ | ------------------------------------------------------------------------------------------ |
| 7      | - Albert Buysse                                                                            |
| 1      | - Omer De Bruycker - Camile De Kuysscher - Werner Grundahl Hansen - Cor Wals - Karel Kaers |

## Resultaten in voornaamste wedstrijden
| Jaar | Parijs-Roubaix |
| ---- | -------------- |
| 1936 | 18e            |